# Parasynatops
Parasynatops es un género de coleópteros curculionoideos de la familia Attelabidae. Habita en países de Asia (China, India, Myanmar, Vietnam, Japón, Rusia). Legalov describió el género en 2003. Esta es la lista de especies que lo componen:
- Parasynatops championi Voss, 1929
- Parasynatops kabakovi Legalov, 2003
- Parasynatops kharsus Voss, 1933
- Parasynatops moanus Legalov, 2003
- Parasynatops nigricollis Voss, 1927
- Parasynatops viridicollis Voss, 1924
- Parasynatops bengalensis Legalov, 2003
- Parasynatops berezovskyi Legalov, 2007
- Parasynatops konoi Legalov, 2003
- Parasynatops politus Roelofs, 1874
- Parasynatops pseudopolitus Legalov, 2007
- Parasynatops tzinpinensis Legalov, 2003